# Susehålsravinen
Susehålsravinen är ett naturreservat i Ydre kommun i Östergötlands län.
Området är naturskyddat sedan 2006 och är 31 hektar stort. Reservatet omfattar ett ravinområde kring Susehålsbäcken. Reservatet består av grandominerad skog med tallskog i de högre partierna. Längs bäcken finns sumpskogar med lövträd. 